# Jarząbkowy Żleb

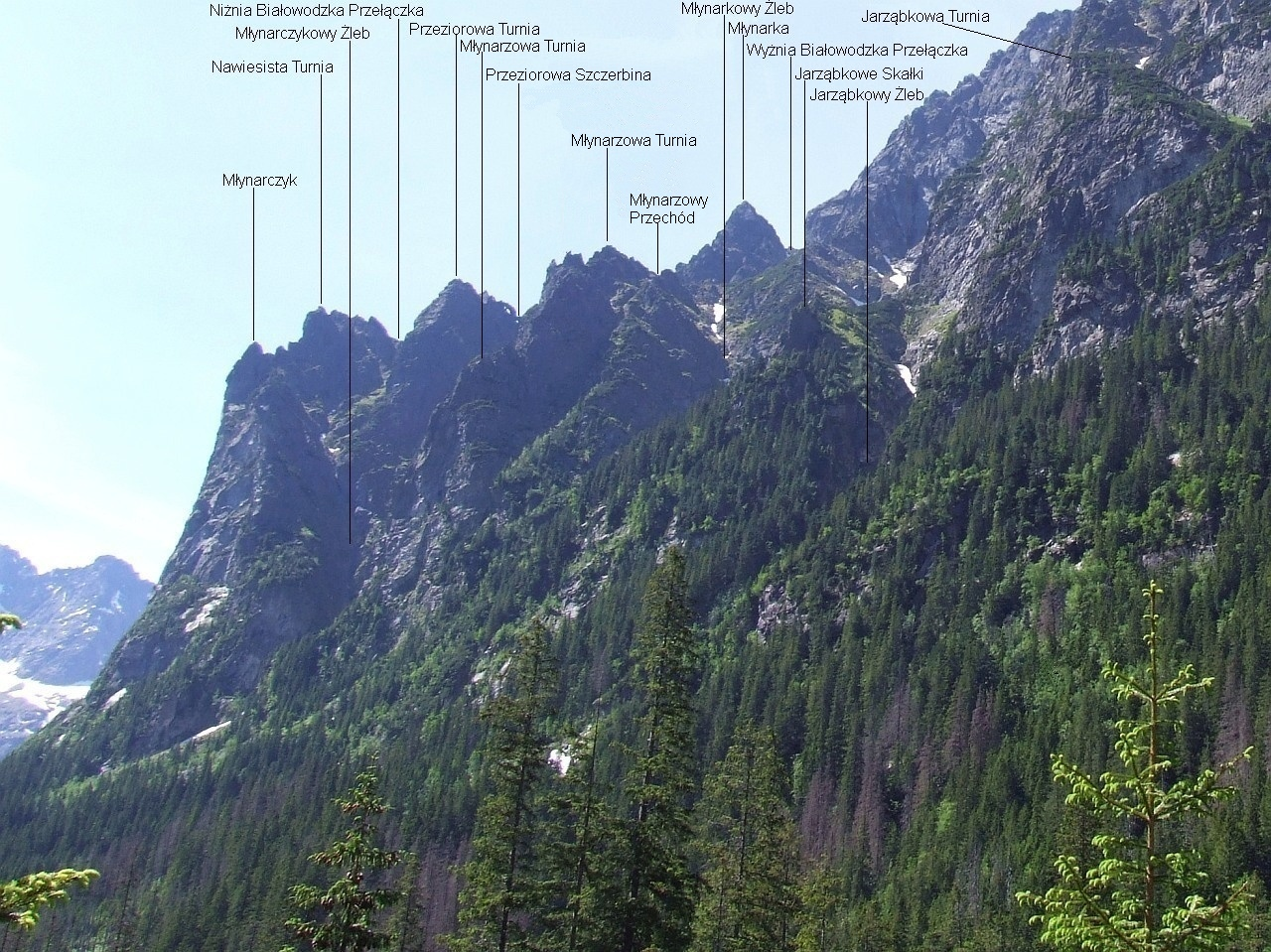
Jarząbkowy Żleb wśród podpisanych obiektów

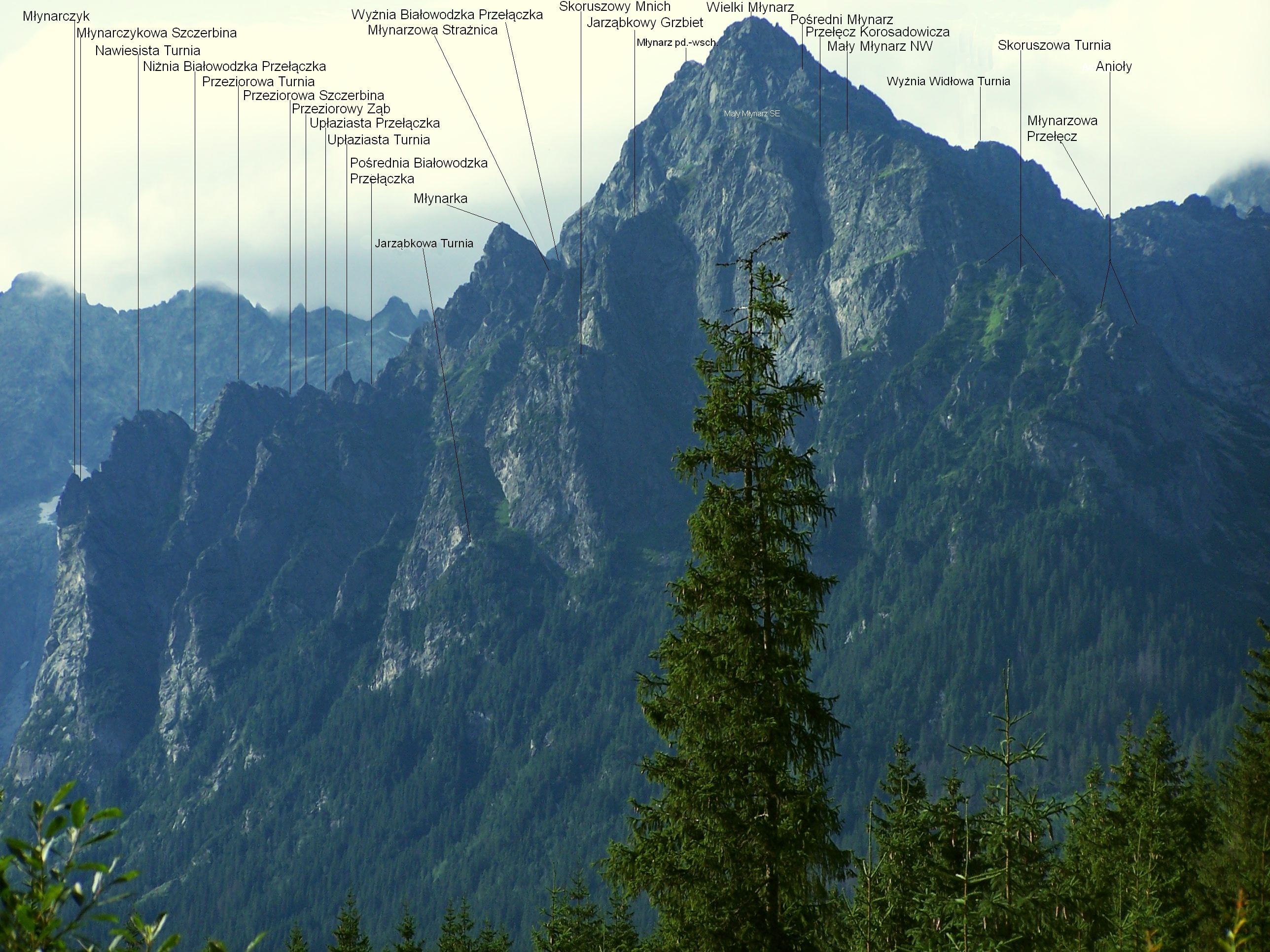
Widok z drogi do Morskiego Oka

Jarząbkowy Żleb (słow. Jariabkov žľab, 2005 m) – częściowo depresja, częściowo żleb na wschodnich, opadających do Doliny Białej Wody zboczach Młynarza w słowackich Tatrach Wysokich. Wcina się między dwie granie odgałęziające się od Jarząbkowego Zwornika:
- orograficznie prawa, zakończona Jarząbkowymi Skałkami,
- lewa, opadająca poprzez Wyżnie Jarząbkowe Siodełko, Jarząbkowy Grzbiet, Wyżnią Jarząbkową Szczerbinę, Skoruszowego Mnicha, Niżnią Jarząbkową Szczerbinę i Jarząbkową Turnię[2].

Tylko dolna część jest żlebem we właściwym rozumieniu tego słowa. Jest to głębokie koryto uchodzące do Białej Wody. Wypełnione jest ruchomymi piargami, połamanymi drzewami i olbrzymimi głazami. Corocznie spływające nim wody deszczowe, roztopowe i lawiny pogłębiają go. Brzegi koryta to mieszanina limbowego lasu urwiskowego, kosodrzewiny i skał. Na wysokości około 1400 m w żlebie znajduje się zwężenie – Jarząbkowa Bramka z płytowym progiem i wodospadem. Powyżej progu dno żlebu tworzą ruchome piargi i płytowe progi o długości około 30 m. Powyżej najwyższego z nich z prawej strony ma wylot żlebek spadający z Wyżniej Jarząbkowej Szczerbiny. Główny ciąg Jarząbkowego Żlebu biegnie jeszcze 200 m powyżej progu skośnie w lewo, podchodząc pod Niżnie Jarząbkowe Siodełko. Na odcinku tym wprost do żlebu opada ściana Młynarzowej Strażnicy o wysokości około 250 m. Jest jasna, gdyż nastąpił w niej świeży obryw. Od lewej strony żleb ogranicza pas skalnych urwisk, będący lewym przedłużeniem Młynarzowej Strażnicy.
Górna część Jarząbkowego Żlebu to depresja ograniczona olbrzymimi ścianami, które pożłobione są wąskimi kominami z progami. Na dnie depresji znajdują się trawiaste kotły. Nieco poniżej Wyżniej Jarząbkowej Szczerbiny do opadającego z niej żlebka uchodzi urwisty komin o wysokości około 50 m. Nad nim znajduje się Jarząbkowy Kocioł będący najwyższą częścią depresji Jarząbkowego Żlebu.
Autorem nazwy Żlebu jest Władysław Cywiński.